# 呼延攸
呼延 攸（こえん ゆう、? - 310年）は、漢（後の前趙）の武将で、その外戚にあたる人物。初代皇帝の劉淵の妻方の義理の弟にあたる。

## 生涯
遠祖は匈奴系の貴種である「呼衍部」もしくは「呼延部」の首長の末裔であたるという。前趙の元勲を勤めた大司空・雁門郡公の呼延翼（剛穆公）の子で、姉は劉淵に嫁いだ呼延氏。彼女は劉淵との間に劉和・劉裕・劉隆らを産んだ。また、太保の呼延晏は従兄弟にあたるという。
303年に劉宣（劉淵の大叔父）が劉淵を迎えるときに、呼延攸がその使者として派遣された。
父の呼延翼は309年10月に、劉淵に従軍して西晋を討伐するために洛陽に向かった。ところが呼延翼は、乙丑の日に西晋と内通した部下の兇刃によって暗殺された。その時に同族の征虜将軍呼延顥も西晋の太傅の東海王司馬越の武将の北宮純によって惨殺された。このために生き残った一族の冠軍将軍呼延朗は、汝陰王劉景（劉淵の一族）・安陽王劉厲（劉淵の一族）と共に劉淵の指示で撤退したという。頼りになる片腕の呼延翼を失った劉淵は大いに落胆して、嘆き悲しんだという。
父の暗殺後、呼延攸はその後を継いで宗正（宮内侍従長官）に任じられた。しかし、彼は勇敢で人望があった亡父と異なり、利害に鋭く、無能で低俗な性格だったので、義兄の劉淵から疎まれ、要職に就けられなかった。
310年、劉淵が逝去したとき、後事を託されなかった。しかし、劉淵の長男の劉和が即位し、劉和は呼延攸の甥だったので、彼は太尉に任命され、軍事権を把握した。
呼延攸は侍中の劉乗（劉淵の一族）と共に、大単于の楚王劉聡（劉淵の四男）と対決していた。また、衛尉の西昌王劉鋭（劉淵の一族）は、亡き劉淵から信頼されなかったので、これを恨んでいた。
そこで、呼延攸は劉乗・劉鋭らと共に劉聡を陥れるために、皇帝の劉和に上奏し、「先帝は楚王ばかりご贔屓にされておりました。そこで陛下の勢力の均衡を取るために、弟の劉裕・劉隆・劉乂三殿下に軍事権を授け、十万の軍勢を持つ大司馬（劉聡）の軍事権を剥奪するのです。さすれば、陛下の玉座は安泰です」と讒訴した。劉和も異母弟の劉聡を警戒していたので、叔父の言葉を信じて、直ちに軍勢を動員した。
そして、同年夏5月辛巳の深夜に、劉和は叔父にあたる安昌王劉盛・安邑王劉欽（ともに劉淵の弟）・馬景らを召し出して、劉聡討伐の軍勢動員を告げた。しかし劉盛は、「先帝が崩御されたばかりで、こんな時に楚王を討伐するのは不吉です。直ちに、三王（斉王劉裕・魯王劉隆・北海王劉乂）の動員をお取り消しください。また、こんな時に皇族同士の殺戮は、みすみす西晋や鮮卑など外敵の餌食になるだけです。なにとぞ、ご猶予の程を」と懸命に諌言した。だが、これを聞いた呼延攸と劉鋭と劉乗らは激怒して、「中領軍（劉盛）よ、本日の議題に理屈は2つも必要はないのだ」と叫んで、これを讒言し、劉盛を直ちに処刑した。これを見た劉欽は震え出してしまい、馬景は思わず「勅命に従います」と述べた。
やがて壬午の日に、劉欽は軍勢を率いて、劉乂と安邑王劉欽・永安王劉安国（劉淵の一族）・武衛将軍劉璿（劉淵の一族）・馬景・尚書田密を従えて劉聡に遠征した。しかし、劉乂は劉璿・田密と共に劉聡に内通して、裏切った。劉欽・劉安国・馬景らは挟み撃ちにされて大敗し、逃げ戻った。
討伐軍の大敗北を聞いた呼延攸・劉鋭・劉乗らは激怒した。そのために劉欽・劉安国らに対して、「謀反の疑いあり」と叫んで、これを処刑した（馬景は助命された）。こうしているうちに劉聡率いる十万の軍勢は都に迫って来た。
呼延攸・劉鋭・劉乗らは劉和を説いて、単于台で劉聡の軍勢を待機させた。やがて、甲申の日に劉聡軍が現れた。劉和直々が迎え撃ったが、強勢を誇る劉聡の軍勢に敗れて逃げ戻った。しばらくは攻防戦が続いたが、ついに乙酉の日に、劉聡は西門を打ち破り、都に傾れ込んだ。これに驚愕した劉和は同母弟の劉裕・劉隆と呼延攸・劉鋭・劉乗と共に南門から逃亡した。しかし、先回りしていた劉聡軍の捕虜となった。
やがて、辛亥の日に都に乗り込んだ劉聡は劉和を初めとする劉裕・劉隆ら兄弟と呼延攸・劉鋭・劉乗らをまとめて光極宮明室にて処刑し、その首級は四方に囲まれた街道方面に晒し首とされた。また、劉和と呼延攸の妻子など四族も皆殺しの刑に処されたという。
果たして、人物を見る目に優れていた亡き劉淵の予見通りに、無能な呼延攸は自らの能力の不相応によって、身の破滅を迎えた。